# Rozumice

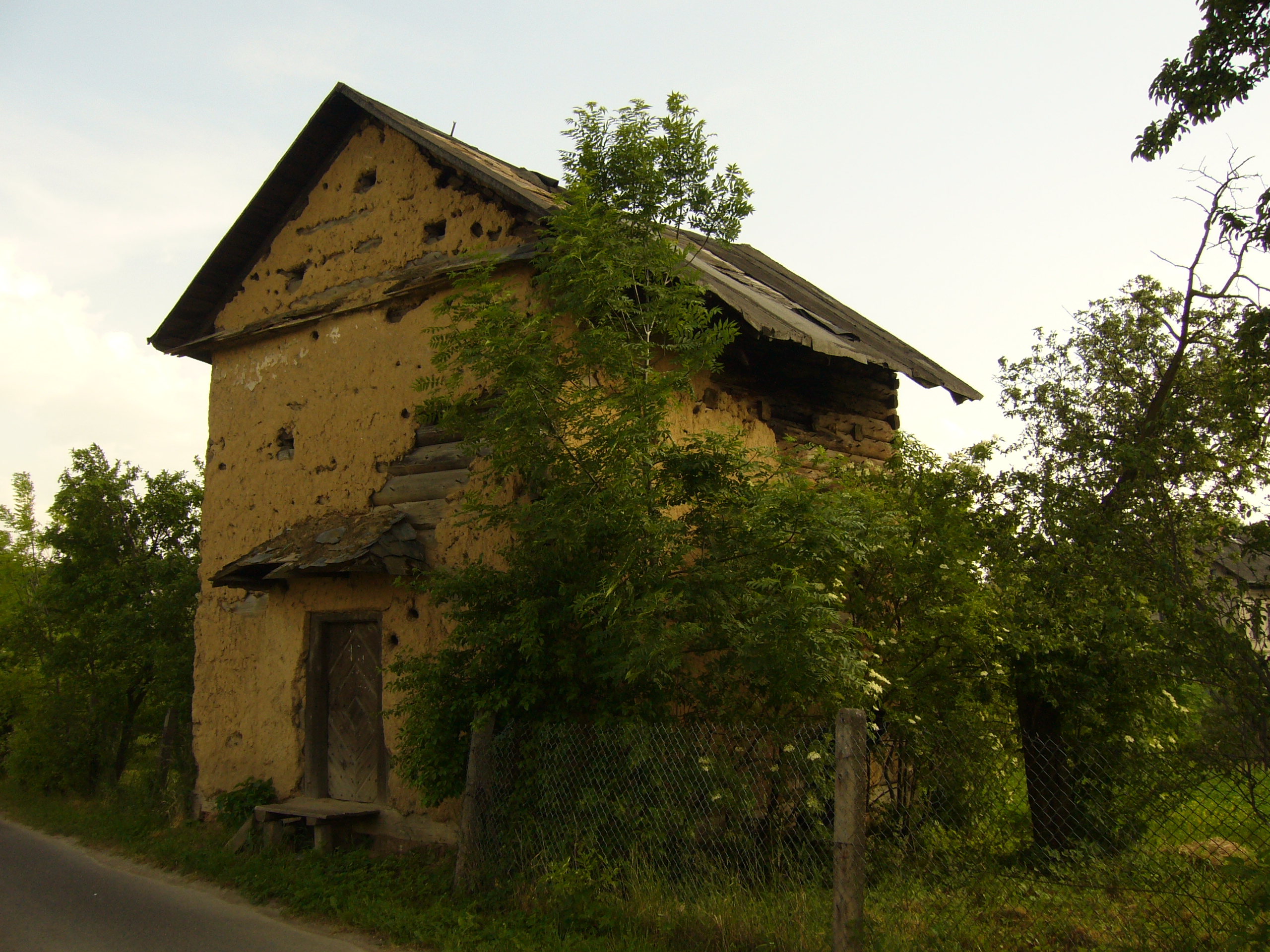
Drewniany spichlerz w Rozumicach

Rozumice (cz. Rozumice, niem. Rösnitz) – wieś położona w województwie opolskim, w powiecie głubczyckim, w gminie Kietrz.

## Nazwa
Miejscowość została zanotowana w roku 1335 w zlatynizowanej formie jako Resenitz, w 1377 Rosenicz, w 1430 Rosumicz, w 1612 Rosnitz. Nazwa miejscowości jest nazwą patronimiczną pochodzącą od imienia rodowego Rozum z końcówką -ice. W alfabetycznym spisie miejscowości z terenu Śląska wydanym w 1830 roku we Wrocławiu przez Johanna Knie miejscowość występuje pod nazwą Rosumic oraz zgermanizowaną Rösnitz.

## Historia
Historycznie miejscowość leży na tzw. polskich Morawach, czyli na obszarze dawnej diecezji ołomunieckiej. Pierwsza historyczna wzmianka Rozumic jest z 1335 roku, kiedy należała do księstwa raciborsko-opawskiego. Nazwa jest pochodzenia słowiańskiego jednak możliwe że od średniowiecza zamieszkała była przez przybyszów z Frankonii, gdyż miejscowy dialekt wykazywał później duże podobieństwo do dialektu Górnej Frankonii. Wiadomo że osadnictwo niemieckie pojawiło się w okolicy być może już w 1230 roku (sam Kietrz). Kościół wzmiankowano w 1430. Po wojnach śląskich znalazła się w granicach Prus i powiatu głubczyckiego. Pierwotnie była zamieszkała również przez tzw. Morawców, jeszcze w XVII wieku językiem kazań był język morawski (gwary laskie).
W 1523 księstwo karniowskie zostało zakupione przez Jerzego Hohenzolerna, który wprowadził wyznanie luterańskie, którego obecność w Rozumicach była potwierdzona w źródłach w 1577 a dominowało do 1946.
W granicach Polski od końca II wojny światowej. W 1945 roku stacjonowała tu strażnica Wojsk Ochrony Pogranicza. W 1946 roku miejscowa ludność zostaje wysiedlona, a nieliczni pozostali tu ewangelicy uczęszczali do ewangelickiego kościoła w Ściborzycach Wielkich. Osiedleni tu z Kresów Wschodnich obecni mieszkańcy utrzymują kontakty z dawnymi mieszkańcami wsi.

## Zabytki
- Ruina kościoła ewangelickiego wybudowanego w latach 1804-1807 na miejscu wcześniejszej świątyni z 1430, a zniszczonego podczas II wojny światowej.
- Spichlerz drewniany piętrowy: na temat pochodzenia górnośląskich spichlerzy, które były szczególnie charakterystyczne dla powiatu głubczyckiego, niemieccy etnografowie stawiali różne hipotezy. Frankońską ich genezę kwestionuje się. W powiecie głubczyckim występowały one głównie w Rozumicach i Pilszczu. Wprawdzie układ wiosek i zagród w tych wsiach wykazuje wyraźne podobieństwa z Frankonią, to jednak te gliniane spichlerze zostały usytuowane poza zamkniętymi układami zabudowy zagród po przeciwnej stronie drogi lub przed domem mieszkalnym. Takie Lehmspeicher („gliniane spichlerze”, jak je też nazywano)we Frankonii nie są znane. Późniejsze badania wykazały ślady takich budowli w dolnosaksońskim obszarze w okolicy Osnabrück, gdzie nazywano je Lehms, Lehmhus. Występowały też na pograniczu z Westfalią, ale zanikły. Pierwsi niemieccy osadnicy przybyli w okolice Głubczyc w XIII stuleciu z Westfalii i Dolnej Saksonii, co jest potwierdzone m.in. w odniesieniu do Pilszcza. Kolonistów sprowadził tu biskup Bruno z Ołomuńca, który sam pochodził z Westfalii. Ci pierwsi koloniści wznieśli lamusy w swoich małych osadach, na wzór tych z miejsca swojego pochodzenia. Późniejsi przybysze z Frankonii wprowadzili dobrze zabezpieczone i funkcjonalne lamusy, który nie sytuowali wewnątrz zamkniętych układów zagród. Lamusy podobne do tego z Rozumic można jeszcze zobaczyć w pobliskich wioskach w Czechach.

### Pozostałe miejsca godne uwagi
- Pomnik poległych w I wojnie światowej.
- Rezerwat przyrody Rozumice.
- W Rozumicach znajduje się stanowisko archeologiczne z okresu Dolnego Paleolitu – z jednymi z najstarszych śladów pobytu człowieka na ziemiach polskich.
- „Leśna ambona” (niem. Kanzel) to miejsce w jednym z leśnych wąwozów, znajdujące się nieopodal stanowisk archeologicznych (piaskownia), gdzie w czasie rekatolizacji odbywały się ewangelickie nabożeństwa w ukryciu. Nazwa wywodzi się od usypanego wzniesienia, służącego kaznodziei za ambonę. W czasie nazizmu odprawiano tu nabożeństwa upamiętniające niezłomną wierność miejscowych ewangelików Słowu Bożemu, a nie despotycznej władzy. Podobne nabożeństwa miały też miejsce w sąsiednich Ściborzycach Wielkich.
- W miejscowości funkcjonuje "Stowarzyszenie Rozwój i Odnowa",
- W Rozumicach działa Publiczne Przedszkole "Akademia Pluszowych Misiów" oraz Żłobek "Gromadka Niedźwiadka". – http://www.przedszkolerozumice.szkolnastrona.pl/